# 錦湖石油化学
錦湖石油化学株式会社（クムホせきゆかがく）は、大韓民国の合成ゴムメーカー。本社所在地はソウル。
かつては錦湖アシアナグループの主力構成企業の一社であったが、同グループの拡大戦略の失敗による創業家内部の勢力争いにより、現在は子会社と共に独立した企業グループとなっている。

## 沿革
- 1970年 - 韓国合成ゴム工業株式会社として設立。
- 1973年 - 蔚山にSBR工場を稼働開始。
- 1976年 - 錦湖化学株式会社を 設立。
- 1980年 - 麗水にBR工場を稼働開始。
- 1985年 - 現商号に改称、錦湖ポリケムを設立した。
- 1987年 - 錦湖モンサント、錦湖P&B化学をそれぞれ設立。
- 1997年 - 麗水熱併合発電所を完成、味元油化を買収。
- 1998年 - 牙山に電子化学工場を完成。
- 2011年 - 麗水ゴム第2工場及び礼山建資材工場を竣工。
- 2013年 - 炭素ナノチューブ工場商業生産開始